# Günter Fleck
Günter Fleck (* 26. November 1930 in Leipzig) ist ein ehemaliger deutscher Radrennfahrer und nationaler Meister im Radsport.

## Sportliche Laufbahn
Fleck war Spezialist für Kurzstreckenrennen im Bahnradsport, bestritt aber auch Straßenrennen. Er war in der DDR aktiv. 1950 begann er mit dem Radsport in seiner Heimatstadt.
Fleck wurde 1953 DDR-Meister im Zweier-Mannschaftsfahren mit seinem Partner Erich Mähne. Ebenfalls 1953 gewann er auf dem Tandem die Silbermedaille bei den Meisterschaften der DDR. 1954 wurde er Vize-Meister im Sprint hinter Rolf Nitzsche. 1954 gewann Fleck die Internationale Omnium-Meisterschaft von Berlin.
Als Mitglied der Nationalmannschaft bestritt er Länderkämpfe im Bahnradsport gegen Ungarn, Bulgarien und die Tschechoslowakei. Er startete für die BSG Rotation Leipzig-Ost.